# Denis Calvaert
Denis ou Denys Calvaert (Anvers, vers 1540 – Bologne, 16 avril 1619) est un peintre flamand, connu aussi sous le nom de « Denis le Flamand », ou « il Fiammingo ».

## Biographie
Parti pour l’Italie, Calvaert s’arrêta à Bologne. Élève de Prospero Fontana puis de Lorenzo Sabatini, il accompagne ce dernier, appelé par Grégoire XIII, à Rome, en 1572, et resta dans cette ville pendant deux ans. De retour à Bologne, son séjour de prédilection, il y fonda une école célèbre, d'où sortirent plus de 130 peintres célèbres dont le Guide, l'Albane, le Guerchin et le Dominiquin. À sa mort, son rival Carracci alla à ses obsèques en tête de ses élèves. Pinceau plein de fougue, ordonnance spirituelle et beau coloris, Calvaert, qui composait à l'italienne avec une technique nordique, avait de grandes connaissances en architecture, anatomie et histoire. L’école bolonaise révérait la mémoire de ce maitre flamand dont le véritable nom était « Caluwaert ».

## Œuvres

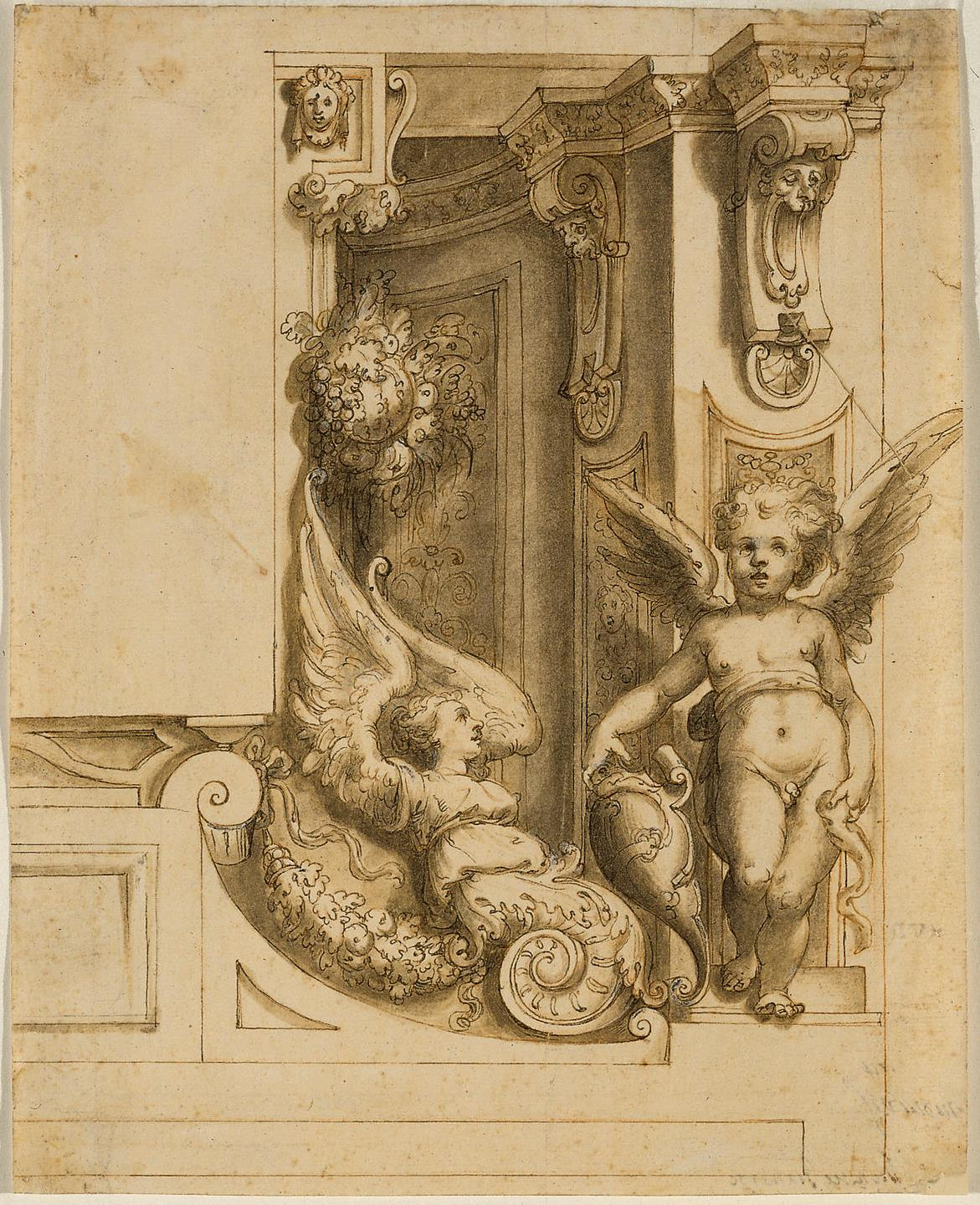
Ébauche d'un encadrement décoratif, Fondation Roi-Baudouin.

Ses ouvrages les plus remarquables se retrouvent à Bologne, à Rome, à Parme : on admire surtout son saint Michel et un Purgatoire (à Bologne). 
Ses tableaux ont été gravés par Egidius Sadeler et Annibale Carracci. Wierix[Lequel ?] a gravé son Mariage de Sainte Catherine. Calvaert exerça l'influence la plus heureuse sur le développement de l'école lombarde et prépara celle des Carrache.
- vers 1570 : Cléopâtre, Galerie Canesso, Paris.
- Orléans, musée des Beaux-Arts: Sainte Famille, huile sur cuivre, 26,5 x 20,5 cm (disparu durant la Seconde Guerre mondiale)[2].

## Sources
Cet article comprend des extraits du Dictionnaire Bouillet. Il est possible de supprimer cette indication, si le texte reflète le savoir actuel sur ce thème, si les sources sont citées, s'il satisfait aux exigences linguistiques actuelles et s'il ne contient pas de propos qui vont à l'encontre des règles de neutralité de Wikipédia.